# Pablo Contreras
Pablo Andrés Contreras Fica (Santiago, 1978. szeptember 11. –) chilei válogatott labdarúgó.
A chilei válogatott tagjaként részt vett, a 2000. évi nyári olimpiai játékokon az 1999-es a 2007-es és a 2011-es Copa Américán, illetve a 2010-es világbajnokságon.

## Sikerei, díjai
Colo-Colo
- Chilei bajnok (2): 1997 Clausura, 1998

Monaco
- Francia bajnok (1): 1999–2000
- Francia szuperkupa (1): 2000

Olimbiakósz
- Görög bajnok (1): 2012–13

Chile
- Olimpiai bronzérmes (1): 2000